# Administration territoriale du Groenland
 (janvier 2022).
Si vous disposez d'ouvrages ou d'articles de référence ou si vous connaissez des sites web de qualité traitant du thème abordé ici, merci de compléter l'article en donnant les références utiles à sa vérifiabilité et en les liant à la section « Notes et références ».

Découpage administratif du Groenland depuis le 1 1 2018, avec les cinq communes (en gris) et le parc national du Nord-Est du Groenland (en orange).

Le Groenland est actuellement divisé en cinq communes et deux zones non incorporées. Ce découpage est entré en vigueur le 1er janvier 2018.

## Communes du Groenland
| Nom                                              | Superficie  | Population (densité)        | Communes d'avant 2009                                       | Situation |
| ------------------------------------------------ | ----------- | --------------------------- | ----------------------------------------------------------- | --------- |
| Commune d'Avannaata (Avannaata Kommunia)         | 522 700 km2 | 10 651 hab. (0,02 hab./km2) | - Ilulissat - Qaanaaq - Upernavik - Uummannaq               |           |
| Commune de Kujalleq (Kommune Kujalleq)           | 32 000 km2  | 7 755 hab. (0,24 hab./km2)  | - Nanortalik - Narsaq - Qaqortoq                            |           |
| Commune de Qeqertalik (Qeqertalik Kommunia)      | 62 400 km2  | 6 504 hab. (0,1 hab./km2)   | - Aasiaat - Kangaatsiaq - Qasigiannguit - Qeqertarsuaq      |           |
| Commune de Qeqqata (Qeqqata Kommunia)            | 115 500 km2 | 9 627 hab. (0,08 hab./km2)  | - Maniitsoq - Sisimiut                                      |           |
| Commune de Sermersooq (Kommunekarfiq Sermersooq) | 531 900 km2 | 20 998 hab. (0,03 hab./km2) | - Ammassalik - Ittoqqortoormiit - Ivittuut - Nuuk - Paamiut |           |

À ces cinq communes s'ajoutent les zones non-incorporées du Parc national du Nord-Est du Groenland (972 000 km2) et de la base spatiale américaine de Pituffik, enclave de la commune d'Avannaata.

## Historique

### Jusqu'en 2008

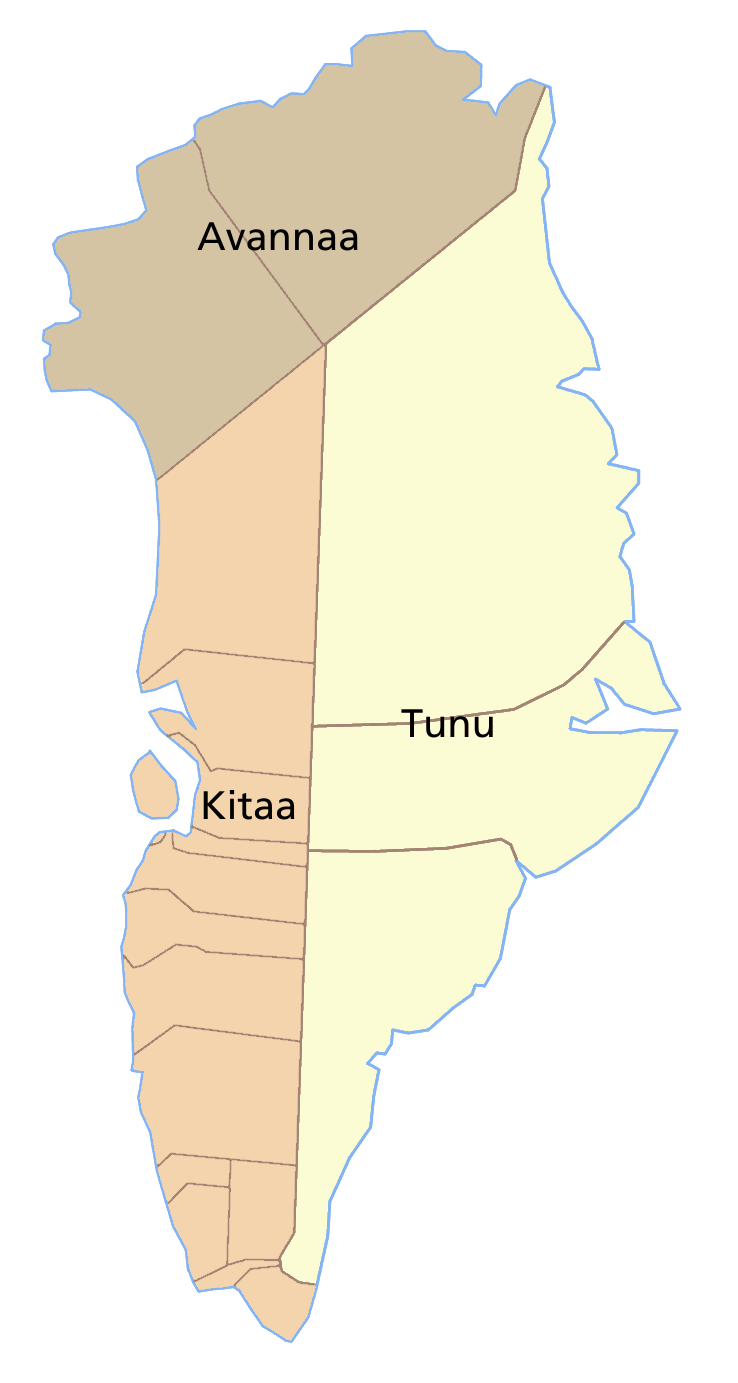
Carte des trois anciens amter du Groenland et de leurs communes.

Carte présentant les communes du Groenland d'avant 2009 (en petits caractères) et celles d'entre 2009 et 2017 (en gros caractères).

Jusqu'au 31 décembre 2008, le territoire du Groenland était découpé en trois amter (comtés), subdivisés en dix-huit communes, hérités du découpage administratif danois. Les amter au Danemark lui-même ont disparu le 1er janvier 2007, remplacés par cinq régions, mais l'ancien découpage a subsisté au Groenland deux ans de plus.
Les trois amter du Groenland étaient Kitaa dans l'ouest, Tunu dans l'est et Avannaa dans le nord. On retrouvait également les deux mêmes zones non incorporées que dans le découpage actuel : le Parc national du Nord-Est du Groenland, situé à cheval sur les amter de Tunu et d'Avannaa, et la base aérienne de Thulé, qui se trouvait aussi en Avannaa.

#### Kitaa
L’amt de Kitaa (Vestgrønland en danois, « Groenland-Occidental »), situé le long de la côte ouest de l'île, était divisé en quinze communes (listées ici du sud vers le nord) :
- Nanortalik
- Qaqortoq
- Narsaq
- Ivittuut
- Paamiut
- Nuuk
- Maniitsoq
- Sisimiut
- Kangaatsiaq
- Aasiaat
- Qasigiannguit
- Ilulissat
- Qeqertarsuaq
- Uummannaq
- Upernavik

#### Tunu
L’amt de Tunu (Østgrønland en danois, « Groenland-Oriental »), situé le long de la côte est de l'île, était divisé en deux communes : Ammassalik dans le Sud et Ittoqqortoormiit dans le Nord. Le Parc national du Nord-Est du Groenland occupait toute la moitié nord de Tunu, sans être rattaché à une commune.

#### Avannaa
L’amt d'Avannaa (Nordgrønland en danois, « Groenland-Septentrional »), situé dans l'extrême nord de l'île, ne comportait qu'une seule commune : Qaanaaq. Le nord-est de l’amt était occupé par le parc national du Nord-Est du Groenland et la base aérienne de Thulé était enclavée à l'intérieur de la commune de Qaanaaq.

### De 2009 à 2017
Le 1er janvier 2009, le territoire du Groenland est divisé en seulement quatre communes — Kujalleq, Qaasuitsup, Qeqqata et Sermersooq — par la fusion des dix-huit communes anciennes. Il comprend également toujours le parc national du Nord-Est du Groenland et la base aérienne de Thulé.

### Depuis 2018
Le 1er janvier 2018, la commune de Qaasuitsup est scindée en deux nouvelles communes : Avannaata et Qeqertalik. Les communes de Kujalleq, Qeqqata et Sermersooq sont elles inchangées, tout comme le parc national du Nord-Est du Groenland et la base aérienne de Thulé.